# Stulík žlutý
Stulík žlutý (Nuphar lutea) je vytrvalá vodní rostlina (hydrofyt) vyskytující se ve stojatých nebo pomalu tekoucích vodách.

## Rozšíření
Stulík žlutý je rozšířen v celé Evropě kromě části Pyrenejského poloostrova a severní Skandinávie. Dále se vyskytuje v severní Africe, na Blízkém východě, v Malé Asii, Zakavkazsku, Kazachstáně, jihozápadní Sibiři až po jezero Bajkal a na severozápadě Mongolska. V Česku se vyskytuje mj. ve slepých ramenech řek a zbytcích lužního lesa. Na Slovensku roste až do nadmořské výšky asi 700 metrů. Ve větším množství roste na Malém Dunaji a na Klátovském rameně.

## Popis
Kořen roste do hloubky 50 až 200 cm v bahnitém dně. Z kořene vyrůstá stonek a dlouhé stopky listů. Listy a květ plavou na hladině. Dává přednost slunečným stanovištím. Listy jsou vejčité, 15 až 40 cm velké, na okraji vlnité. Žiltnatina je třikrát rozvětvená.
Květy jsou pětičetné, velikosti 4 až 6 cm, žluté až oranžové barvy, zvenku často zelené. Blizna je uprostřed trychtýřovitě prohloubená. Kvete od června do srpna.
Plodem je tobolka podobná makovici. Dozrává nad hladinou, po dozrání opadává a klesá ke dnu.
Rostlina obsahuje alkaloidy. Léčebné využití bylo podobné jako u leknínu bílého.

## Konzumovatelnost
Jedlé jsou zejména kořen a semena. Kořen je bohatý na škrob a je možné ho použít jako zeleninu. Sušené a rozemleté kořeny je možné použít jako náhražku mouky. Ve Švédsku se údajně mouka z kořene stulíku spolu s vnitřní kůrou skotské borovice používala k pečení koláče.
Semena jsou jedlá sušená a pražená. Jako takové je většinou lidé jedli už od střední doby kamenné.